# Lampides nemea
Lampides nemea är en fjärilsart som beskrevs av Felder 1860. Lampides nemea ingår i släktet Lampides och familjen juvelvingar. Inga underarter finns listade i Catalogue of Life.